# Paraphrotenia umbraculata
Paraphrotenia umbraculata är en tvåvingeart som först beskrevs av Lars Zakarias Brundin 1966.  Paraphrotenia umbraculata ingår i släktet Paraphrotenia och familjen fjädermyggor. Inga underarter finns listade i Catalogue of Life.